# Polycyrtus raveni
Polycyrtus raveni är en stekelart som beskrevs av Zuniga 2004. Polycyrtus raveni ingår i släktet Polycyrtus och familjen brokparasitsteklar. Inga underarter finns listade i Catalogue of Life.